# Liste der denkmalgeschützten Objekte in Eisgarn
Die Liste der denkmalgeschützten Objekte in Eisgarn enthält die denkmalgeschützten, unbeweglichen Objekte der Gemeinde Eisgarn.

## Denkmäler
| Foto |                 | Denkmal                                                                | Standort                           | Beschreibung | Metadaten |
| ---- | --------------- | ---------------------------------------------------------------------- | ---------------------------------- | --- | --- |
| ja   | Datei hochladen | Propsteihof HERIS-ID: 29245 Objekt-ID: 25887                           | Stiftsplatz 1 Standort KG: Eisgarn | Die Vierflügelanlage hat einen gotischen Kern aus dem 14. Jahrhundert und wurde in den darauffolgenden Jahrhunderten mehrmals umgebaut. Im Inneren befinden sich Wandmalereien von Arnulf Neuwirth, mehrere Ölbilder aus dem 18. Jahrhundert und ein Lobmeyr-Luster. | BDA-Hist.: Q1625192 Status: § 2a Stand der BDA-Liste: 2025-06-30 Name: Propsteihof GstNr.: 3/1 Kollegiatstift Eisgarn        |
| ja   | Datei hochladen | Kath. Pfarrkirche Mariae Himmelfahrt HERIS-ID: 29244 Objekt-ID: 25886  | Standort KG: Eisgarn               | Das gotische Kirchengebäude hat einen barocken Westturm, der von 1765 bis 1782 errichtet wurde. Der neugotische Hochaltar stammt aus der Zeit um 1870/1880. | BDA-Hist.: Q37925337 Status: § 2a Stand der BDA-Liste: 2025-06-30 Name: Kath. Pfarrkirche Mariae Himmelfahrt GstNr.: 1       |
| ja   | Datei hochladen | Figurenbildstock hl. Johannes Nepomuk HERIS-ID: 29247 Objekt-ID: 25889 | Standort KG: Eisgarn               | Die Steinfigur des Heiligen steht auf einem Voluten-Postament aus dem Jahr 1729. | BDA-Hist.: Q37925359 Status: § 2a Stand der BDA-Liste: 2025-06-30 Name: Figurenbildstock hl. Johannes Nepomuk GstNr.: 1201/4 |
| ja   | Datei hochladen | Bildstock HERIS-ID: 29248 Objekt-ID: 25890                             | Standort KG: Eisgarn               | Der Nischenbildstock an der Straße Richtung Litschau stammt aus dem 19. Jahrhundert. | BDA-Hist.: Q37925372 Status: § 2a Stand der BDA-Liste: 2025-06-30 Name: Bildstock GstNr.: 1197/15                            |